# Xylopia richardii
Espèce
Xylopia richardii Boivin ex Baill., appelé le bois de banane, est une espèce de plantes à fleurs de la famille des annonacées. C'est un arbre endémique des Mascareignes et trouvé sur l'île de La Réunion et l'île Maurice. Elle est la seule annonacée présente à La Réunion. 

## Dénomination
Cette plante doit son nom vernaculaire de bois de banane à la forme de ses fruits qui sont regroupés en petites grappes, ressemblant à une main de banane en miniature.
Une autre espèce porte aussi le même nom vernaculaire: Polyscias repanda.

## Description
C'est un arbre de 7 à 12 m de hauteur, à rameaux glabrescents et robustes, cylindriques.
Les feuilles sont simples, alternes, entières, coriaces, vert foncé et brillantes. Le pétiole est brun-rouge, le limbe elliptique. Les boutons floraux sont coniques, trigones, vert jaunâtre à jaunes,.
La pulpe des fruits est aromatique, à faible odeur de gingembre et à saveur piquante.

## Répartition et habitat
En milieu naturel, on trouve Xylopia richardii dans les forêts humides de basse à moyenne altitude, à Mare Longue, vers les Makes et dans les hauts de Sainte-Anne. 

## Statut de protection
L'espèce est protégée par l'arrêté du 27 octobre 2017.

## Utilisations
Au XIXe siècle, les esclaves consommaient les fruits comme condiment pour relever la saveur des aliments.
Le bois de banane était autrefois utilisé pour la fabrication du bobre, instrument de musique traditionnelle de La Réunion.
Aujourd'hui, du fait de son statut d'endémique, l'arbre est planté en ornement et en restauration écologique.

## Autre
Dans la commune des Avirons, on trouve un pont à une arche au-dessus de la Ravine du Ruisseau, le Pont banane, nommé ainsi parce qu'un spécimen poussait à proximité.